# HMS G10
HMS G10 – brytyjski okręt podwodny typu G. Zbudowany w latach 1914–1916 w Vickers, Barrow-in-Furness. Okręt został wodowany 1 maja 1916 roku i rozpoczął służbę w Royal Navy 30 czerwca 1916 roku. 
W 1916 roku dowodzony przez Lt. Cdr Bernarda Acwortha okręt należał do Jedenastej Flotylli Okrętów Podwodnych (11th Submarine Flotilla) stacjonującej w Blyth. Jego zadaniem, podobnie jak pozostałych okrętów typu G, było patrolowanie akwenów Morza Północnego w poszukiwaniu i zwalczaniu niemieckich U-Bootów. Okręt należał do 11. Flotylli do zakończenia I wojny światowej.
20 stycznia 1923 roku okręt został sprzedany firmie J. Smith i zezłomowany.